# Anthericaceae
Classification APG II (2003)
Classification APG III (2009)
Famille
Les Anthericaceae (Anthéricacées) sont une ancienne famille de plantes monocotylédones qui comprenait 285 espèces réparties en 8 genres : Anthericum, Chlorophytum, Echeandia, Leucocrinum, etc.
Ce sont des plantes herbacées ou des arbustes, pérennes, certaines à rosette, rhizomateuses, tubéreuses ou à racine épaissie. C'est une famille largement répandue.
Parmi les plantes de cette famille présentes en France on peut citer :
- la phalangère à fleur de lys (Anthericum liliago)
- La phalangère ramifiée (Anthericum ramosum)

## Étymologie
Le nom vient du genre Anthericum, du grec ανθος / anthos, fleur, nom que donnaient les grecs à la tige de l'Asphodèle et que les latins appelaient Albuca.   

## Classification
La classification phylogénétique APG (1998) l'a séparée des Liliacées et rattachée à l'ordre des Asparagales.
En classification phylogénétique APG II (2003) elle est incorporée aux Agavacées.
En classification phylogénétique APG III (2009) elle est incorporée aux Asparagaceae, sous-famille Agavoideae